# يانيك كامبر
يانيك كامبر (26 فبراير 1992 في سويسرا - ) هو لاعب كرة قدم سويسري في مركز الدفاع. شارك مع منتخب سويسرا تحت 17 سنة لكرة القدم ومنتخب سويسرا تحت 19 سنة لكرة القدم ومنتخب سويسرا تحت 21 سنة لكرة القدم. أما مع النوادي، فقد لعب مع نادي بازل ونادي بيل-بيين ونادي لوزان.

## روابط خارجية
- يانيك كامبر على موقع قاعدة بيانات كرة القدم.إي يو (الإنجليزية)
- يانيك كامبر على موقع Soccerway.com (الإنجليزية)